# José Carlos Gómez Villamandos
José Carlos Gómez Villamandos (Córdoba, 1963) es catedrático de Veterinaria y político. 

## Biografía
Licenciado y doctor en Veterinaria por la Universidad de Córdoba, ha sido rector de la Universidad de Córdoba entre 2014 y 2022. Entre 2019 y 2022 ejerció como presidente de la CRUE. En la actualidad es consejero de Universidad, Investigación e Innovación de la Junta de Andalucía
Como rector, en julio de 2022 fue sustituido por el catedrático Manuel Torralbo Rodríguez. 
También fue profesor y secretario de la Facultad de Veterinaria de la Universidad de Las Palmas de Gran Canaria entre 1988 y 1992. 